# Edvard av Savojen
Edvard av Savojen, född 1284, död 1329, var regerande greve av Savojen från 1323 till 1329.